# ユー・レイズ・ミー・アップ
「ユー・レイズ・ミー・アップ」 (You Raise Me Up) は、アイルランド/ノルウェーのミュージシャン、シークレット・ガーデンの楽曲で、2002年のアルバム『レッド・ムーン』に収録されている。2003年にアイルランドの歌手ダニエル・オドネルのカバーがヒットした後、多くのアーティストがカバーしている。
日本では、2006年トリノ・オリンピックのフィギュアスケートで金メダリストとなった荒川静香選手が、エキシビションでアイルランドの女性グループ、ケルティック・ウーマンの楽曲を使用したことで広く知られるようになった。またケルティック・ウーマンは2011年5月に来日し、東日本大震災の復興支援のために、一部に日本語詞を入れた「ユー・レイズ・ミー・アップ～絆ヴァージョン」を公開録音し着うたフル(R)で配信、その収益全額を寄付して話題名となり、「ユー・レイズ・ミー・アップ」はケルティック・ウーマンの代表曲として知られている。

## カバー
- ジョシュ・グローバン　アルバム『クローサー』（2003年）に収録。
- ローナン・タイナン　アルバム『The Impossible Dream』（2003年）に収録。
- シセル　アルバム『マイ・ハート』（2004年）に収録。
- ラッセル・ワトソン　アルバム『アモーレ・ムジカ』（2005年）に収録。
- マーティン・ハーケンス
- トミー・フレミング
- マイケル・ボール
- ケルティック・ウーマン　アルバム『ケルティック・ウーマン』（2005年）に収録。
  - テレビ朝日新春スペシャルドラマ『白虎隊』エンディングテーマ。
- サマンサ・マンバ
- ブライアン・ケネディ　オリジナルにも参加。
- ウエストライフ　アルバム『フェイス・トゥ・フェイス』（2005年）に収録。
  - ユー・レイズ・ミー・アップ (ウエストライフの曲)の項参照。
- リナ・パーク　日本語に訳詞したものをシングル化（英語版も収録）。
  - 「祈り〜You Raise Me Up」
- イル・ディーヴォ　アルバム『オールウェイズ』（2006年）に収録。
- ケニー G　『I'm In the Mood for Love - The Most Romantic Melodies of All Tim』(2006年)に収録。
- ジーナ・ロドウィック　アルバム『Singing In The Rain』（2007年）に収録。
- ポール・ポッツ　スペイン語に翻訳したものをアルバム『ワン・チャンス』（2007年）に収録。
- アンドレア・ロス　アルバム『Moon River』(2007年）に収録。
- コニー・タルボット　アルバム『Over the Rainbow』(2007年）に収録。
- カノン　アルバム『Precious』(2007年）に収録。
- ケルティック・サンダー
- シャリース・ペンペンコ　アルバム『My Inspiration』(2009年）に収録。
- 高垣彩陽　シングル『君がいる場所』(2010年）、アルバム『melodia』（2011年）に収録。
- Le Velvets　アルバム『Le Velvets』（2012年）に収録。

- KAI　限定盤シングル『愛は深く』、アルバム『愛という名前』（2012年）に収録。[2]
- 薬師丸ひろ子 with ケルティック・ウーマン　2012年11月発売のケルティック・ウーマンのアルバム「心のクリスマス」（日本盤）と、2013年12月発売の薬師丸ひろ子のアルバム「時の扉」に収録（～祈りバージョン）[1][3]。

- 森麻季　アルバム『翼をください～ベスト・ソングス』（2015年）に収録。
- 幸田浩子　アルバム『スマイル −母を想う−』（2015年）に収録。
- サラ・オレイン　アルバム『SARAH - Premium Selection』（2015年）に収録。
- 宇徳敬子　配信シングル『You Raise Me Up』（2015年）、ミニアルバム『新月～Rainbow～』（2016年）付属DVDにLIVEでの歌唱の模様を収録。
- 海上自衛隊東京音楽隊／三宅由佳莉　アルバム『希望〜Songs for Tomorrow』（2015年）及び、ベストアルバム『THE BEST ～DEEP BLUE SPIRITS～』（2016年）に収録[4]。
- Aura　アルバム『ルミナーレ』（2017年）に収録。
- チェン・ミン（陳敏、Chen Min）　『陳敏 二胡 Official』（2020年）。
- 阿部真央　アルバム『MY INNER CHILD MUSEUM』(2021年)に収録。
- 岩崎宏美　野口五郎とのコラボレーション・アルバム『Eternal Voices』(2022年)に収録。

### 祈り～You Raise Me Up
「祈り～You Raise Me Up」（いのり~ユー・レイズ・ミー・アップ）は、2007年のCBCTVアニメーション『ロミオ×ジュリエット』のオープニング・テーマで、原曲に、森山直太朗の「さくら（独唱）」の作詞等で知られる御徒町凧が書き下ろした日本語詞を載せたカヴァー・アレンジ曲。
同年年6月20日にユニバーサルミュージック・ジャパンより、LENA PARK（박정현）のCDシングル（MAXI）としてリリースされた。

#### 収録曲
1. 「祈り~You Raise Me Up」
2. 「You Raise Me Up」
3. 「祈り~You Raise Me Up(Instrumental)」